# Magistratura de Trabajo
La Magistratura de Trabajo fue un organismo judicial español, encargado de resolver los conflictos de carácter laboral.

## Historia
Las magistraturas del trabajo fueron creadas el 13 de mayo de 1938 por un decreto del Ministerio de Organización y Acción Sindical, en la zona franquista. Su creación ya se preveía en el Fuero del Trabajo, que había sido promulgado en marzo de ese mismo año. Este nuevo organismo, que suponía que los conflictos laborales quedasen exclusivamente en manos del Estado, vino a sustituir a los antiguos jurados mixtos que habían existido durante la Segunda República. Los magistrados del trabajo constituían un cuerpo propio, al que podían acceder funcionarios procedentes de la carrera judicial o fiscal. Continuaron existiendo hasta 1989, cuando fueron sustituidos por los Juzgados de lo Social.